# Gare de Fréjus
Gare de Fréjus vasútállomás Franciaországban, Fréjus településen.

## Vasútvonalak
Az állomást az alábbi vasútvonalak érintik:
- Marseille–Ventimiglia-vasútvonal

## Kapcsolódó állomások
A vasútállomáshoz az alábbi állomások vannak a legközelebb:
- Gare de Saint-Raphaël-Valescure
- Gare des Arcs - Draguignan